# Заморский департамент Франции

Заморские департаменты

Заморский департамент (фр. département d’outre-mer, сокращенно DOM) — департамент Франции, расположенный вне французской метрополии. По состоянию на 2016 год этот статус имеют Гваделупа, Гвиана, Мартиника, Майотта и Реюньон. Заморские департаменты имеют тот же политический статус, что и департаменты метрополии. Они являются частью Франции и Европейского союза («особые территории»), представлены в Национальном собрании, Сенате, Экономическом и социальном Совете, выбирают членов Европейского парламента и имеют евро в качестве валюты.
Заморское сообщество Сен-Пьер и Микелон было заморским департаментом с 1976 по 1985 год. Также с 1946 по 1962 годы статус заморского департамента имел Алжир. По результатам проведенного 29 марта 2009 года референдума заморское сообщество Майотта стало заморским департаментом с 31 марта 2011 года.
Заморские департаменты определены 73-й статьёй Конституции Пятой республики: все законы и подзаконные акты, действующие в метрополии, в полной мере действительны и в департаментах, хотя существуют и исключения. Заморские департаменты отличаются от заморских сообществ.
С 1982 года, в соответствии с проводимой французским правительством политикой децентрализации, в заморских департаментах выбираются региональные советы, обладающие полномочиями, аналогичными советам департаментов метрополии.

## История

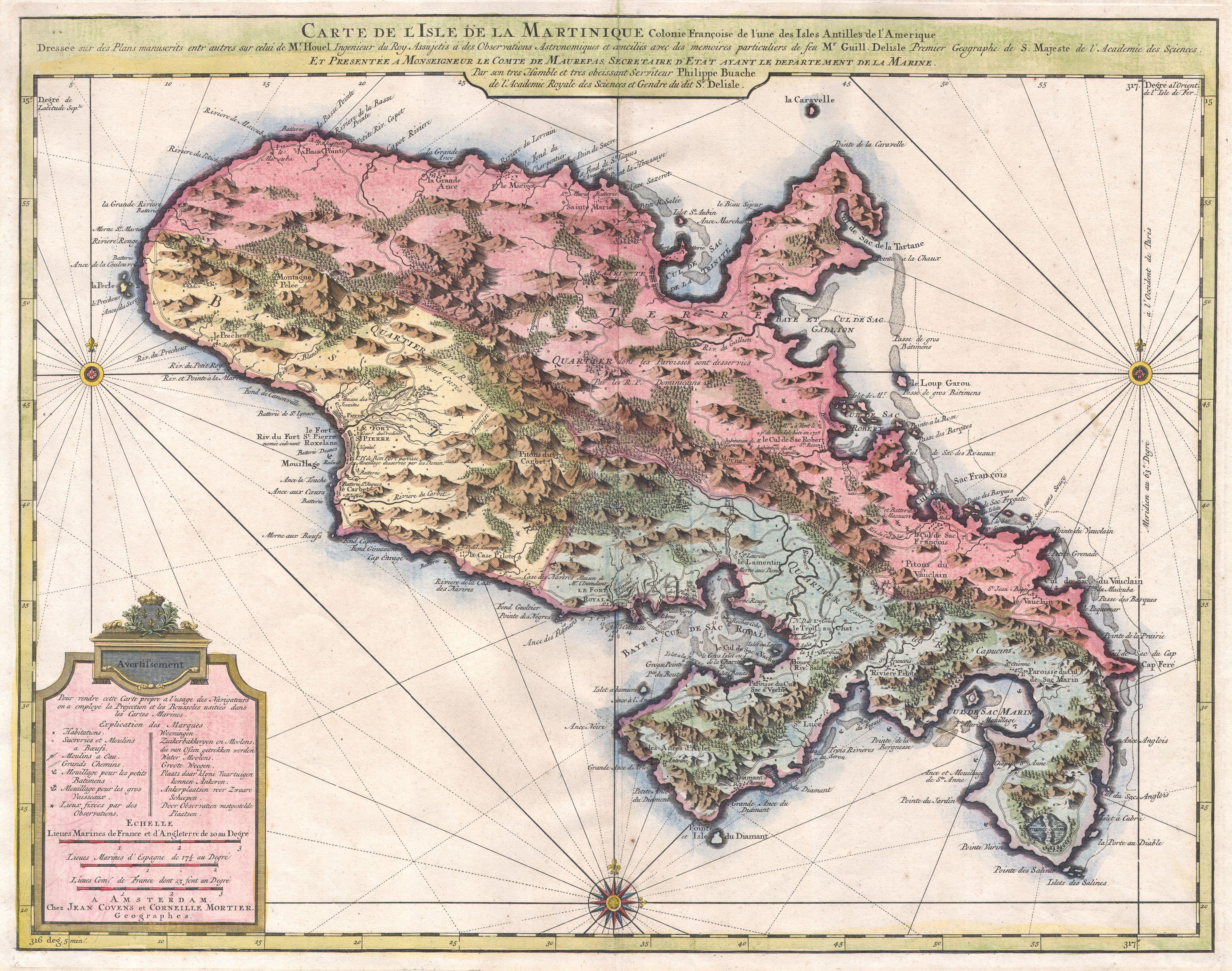
Карта Мартиники 1742 года

Гваделупа, Мартиника, Французская Гвиана и Реюньон были колонизированы Францией в XVII веке, на них разбили плантации, на которых вплоть до 1848 года работали преимущественно рабы.
После Второй мировой войны четыре первые колонии стали департаментами Франции по закону о департаментах 19 марта 1964 года (фр. Loi de départementalisation), что означало их интеграцию в юридическое поле французской метрополии (хотя могли применяться и исключения). Колониальных губернаторов по закону заменяли префекты, назначенные министром внутренних дел.
Конституция Четвёртой республики содержала упоминание заморских департаментов. Закон от 27 октября 1946 года, устанавливавший порядок избрания ассамблеи Французского Союза, содержит список, включающий кроме Гваделупы, Мартиники, Гвианы и Реюньона также департамент Алжир. Департамент Алжир был создан в 1848 году после французского завоевания Алжира, в результате войны за независимость Алжир отделился от Франции в 1962 году.

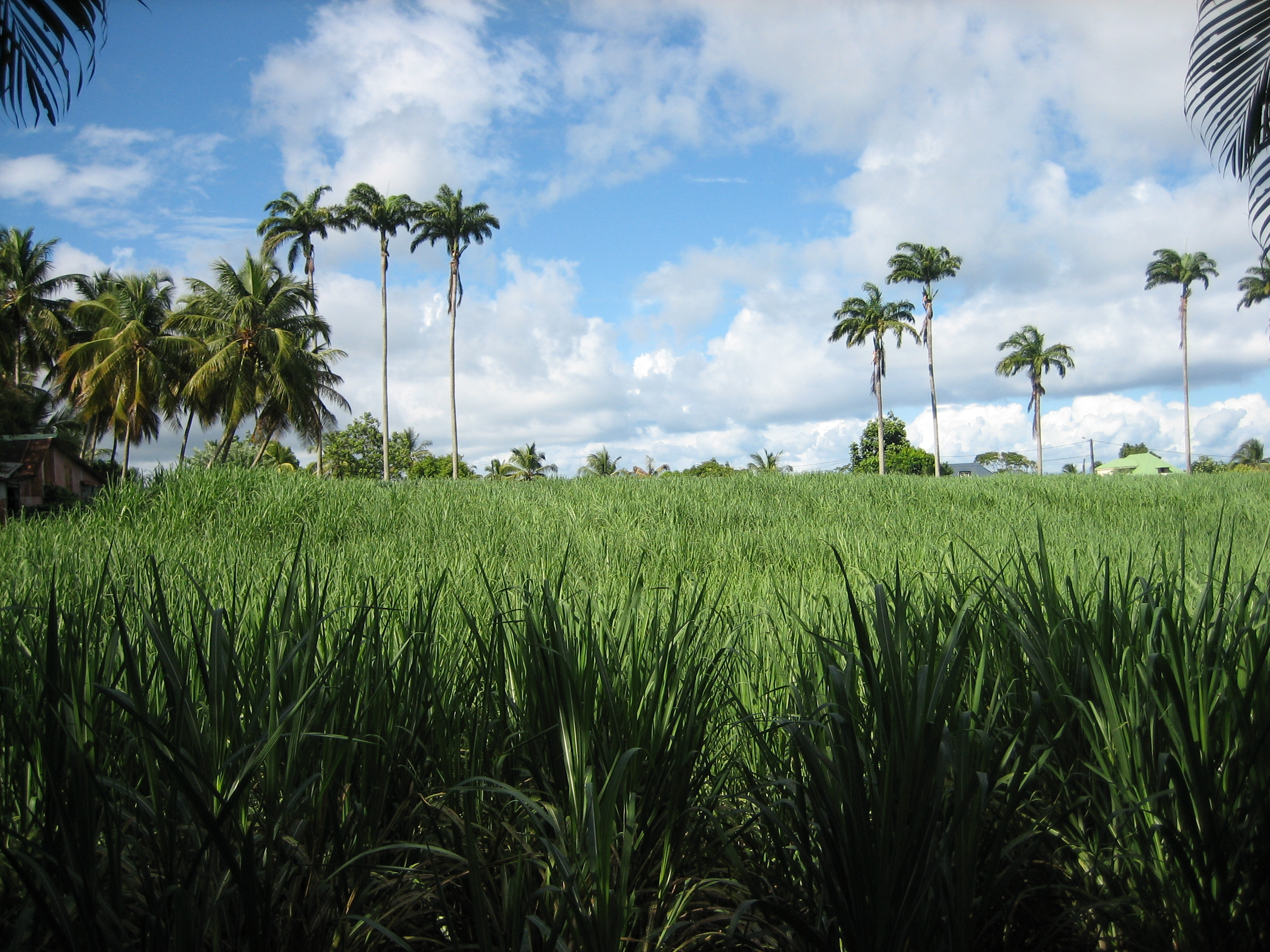
Сахарный тростник в Гваделупе

Конституция Пятой республики гласит: 

Юридическая система и административное устройство заморских департаментов могут быть при необходимости адаптированы к местным условиям.
Оригинальный текст (фр.)Le régime législatif et l’organisation administrative des départements d’Outre-Mer peuvent faire l’objet de mesures d’adaptation nécessitées par leur situation particulière.

В 1976 году заморская территория Сен-Пьер и Микелон, также присоединённая в раннеколониальную эпоху, стала пятым заморским департаментом, в 1985 году её статус был изменён на заморское сообщество.
В 1982 году в рамках процесса децентрализации регионы Франции уравняли с административно-территориальными образованиями (фр. collectivité territoriale), равными по статусу департаментам. Изначально закон указывал, что в заморских департаментах департаментский совет объединён с региональным советом и избирается по пропорциональной системе, но Конституционный совет Франции постановил, что, согласно Конституции, организационно-правовое устройство заморских департаментов должно быть одинаково с департаментами в метрополии. Тем не менее, другой закон сделал Гваделупу, Гвиану, Мартинику и Реюньон регионами, состоящими из одного департамента, где одновременно существуют и региональный, и общий совет с различными полномочиями.
В 2003 году были приняты поправки к 73-й статье Конституции, позволявшие упростить административно-территориальное деление и объединить во всех заморских департаментах местный департамент и регион в одно сообщество в результате местного референдума. Этой возможностью в 2009 году воспользовалась Майотта, захваченная Францией в XIX веке вместе с другими Коморскими островами.
В 2007 году островные коммуны Сен-Бартелеми и Сен-Мартен были выделены из заморского сообщества Гваделупы.
В 2016 году Гвиана и Мартиника изменили статус на «особое территориальное образование» (фр. collectivité territoriale unique).

## Список

### Ныне существующие
| Название  | Название | Код INSEE | Год получения статуса | Административный центр | Площадь    | Население | Административное деление | Время    | Совет департамента           | Региональный совет           |
| --------- | -------- | --------- | --------------------- | ---------------------- | ---------- | --------- | ------------------------ | -------- | ---------------------------- | ---------------------------- |
| Гваделупа |          | 971       | 1946                  | Бас-Тер                | 1629 км²   | 402 119   | округа, кантоны, коммуны | UTC−4:00 | Совет департамента Гваделупа | Региональный совет Гваделупы |
| Мартиника |          | 972       | 1946                  | Фор-де-Франс           | 1128 км²   | 385 551   | округа, кантоны, коммуны | UTC−4:00 | Ассамблея Мартиники          | Ассамблея Мартиники          |
| Гвиана    |          | 973       | 1946                  | Кайенна                | 86 504 км² | 254 441   | округа, кантоны, коммуны | UTC−3:00 | Ассамблея Гвианы             | Ассамблея Гвианы             |
| Реюньон   |          | 974       | 1946                  | Сен-Дени               | 2512 км²   | 835 103   | округа, кантоны, коммуны | UTC+4:00 | Совет департамента Реюньон   | Региональный совет Реюньона  |
| Майотта   |          | 976       | 2011                  | Дзаудзи (де-юре)       | 374 км²    | 212 645   | кантоны, коммуны         | UTC+3:00 | Совет департамента Майотта   | Совет департамента Майотта   |

### Упразднённые
| Название           | Название | Код INSEE | Административный центр | Создан | Упразднён | Причина                                           |
| ------------------ | -------- | --------- | ---------------------- | ------ | --------- | ------------------------------------------------- |
| Алжир              |          | 91 / 9A   | Алжир                  | 1848   | 1962      | Война за независимость Алжира                     |
| Оран               |          | 92 / 9G   | Оран                   | 1848   | 1962      | Война за независимость Алжира                     |
| Константина        |          | 93 / 9D   | Константина            | 1848   | 1962      | Война за независимость Алжира                     |
| Bône               |          | 99 / 9C   | Аннаба                 | 1955   | 1962      | Война за независимость Алжира                     |
| Батна              |          | 9B        | Батна                  | 1957   | 1962      | Война за независимость Алжира                     |
| Медеа              |          | 9E        | Медеа                  | 1957   | 1962      | Война за независимость Алжира                     |
| Мостаганем         |          | 9F        | Мостаганем             | 1957   | 1962      | Война за независимость Алжира                     |
| Орлеансвиль        |          | 9H        | Орлеансвиль            | 1957   | 1962      | Война за независимость Алжира                     |
| Сетиф              |          | 9J        | Сетиф                  | 1957   | 1962      | Война за независимость Алжира                     |
| Тиарет             |          | 9K        | Тиарет                 | 1957   | 1962      | Война за независимость Алжира                     |
| Тизи-Узу           |          | 9L        | Тизи-Узу               | 1957   | 1962      | Война за независимость Алжира                     |
| Тлемсен            |          | 9M        | Тлемсен                | 1957   | 1962      | Война за независимость Алжира                     |
| Омаль              |          | 9M        | Омаль                  | 1958   | 1959      | Разделён между департаментами Медеа и Батна       |
| Беджая             |          | 9P        | Беджая                 | 1958   | 1959      | Разделён между департаментами Сетиф и Константина |
| Саида              |          | 9R        | Саида                  | 1958   | 1962      | Война за независимость Алжира                     |
| Сен-Пьер и Микелон |          | 975       | Сен-Пьер               | 1976   | 1985      | Изменил статус на сообщество с особым статусом    |

## Комментарии
1. ↑  Переход на летнее время производится вместе с метрополией.
2. ↑  Совет департамента и префектура находятся в Мамуцу